# Ofterdingen
Ofterdingen är en kommun (tyska Gemeinde) i Landkreis Tübingen i delstaten Baden-Württemberg i Tyskland. Folkmängden uppgår till cirka 5 600 invånare, på en yta av 15,15 kvadratkilometer.
Kommunen ingår i kommunalförbundet Mössingen tillsammans med staden Mössingen kommunen Bodelshausen.

## Befolkningsutveckling
| Befolkningsutvecklingen i Ofterdingen 1975–2015 | Befolkningsutvecklingen i Ofterdingen 1975–2015 | Befolkningsutvecklingen i Ofterdingen 1975–2015 | Befolkningsutvecklingen i Ofterdingen 1975–2015 | Befolkningsutvecklingen i Ofterdingen 1975–2015 |
| ----------------------------------------------- | ----------------------------------------------- | ----------------------------------------------- | ----------------------------------------------- | ----------------------------------------------- |
|                                                 |                                                 |                                                 |                                                 |                                                 |
| År                                              |                                                 |                                                 | Folkmängd                                       | Areal (ha)                                      |
| 1975                                            | 1975                                            |                                                 | 3 229                                           | 1 515                                           |
| 1980                                            | 1980                                            |                                                 | 3 519                                           |                                                 |
| 1985                                            | 1985                                            |                                                 | 3 744                                           |                                                 |
| 1990                                            | 1990                                            |                                                 | 3 925                                           |                                                 |
| 1995                                            | 1995                                            |                                                 | 4 042                                           |                                                 |
| 2000                                            | 2000                                            |                                                 | 4 219                                           |                                                 |
| 2005                                            | 2005                                            |                                                 | 4 431                                           |                                                 |
| 2010                                            | 2010                                            |                                                 | 4 555                                           |                                                 |
| 2015                                            | 2015                                            |                                                 | 4 838                                           |                                                 |
|                                                 |                                                 |                                                 |                                                 |                                                 |